# Antonio Franceschini
Antonio Franceschini (Spello, 13 gennaio 1889 – Perugia, 18 maggio 1952) è stato un generale italiano, veterano della guerra italo-turca e della prima guerra mondiale. Durante la seconda guerra mondiale fu comandante della 17ª Divisione fanteria "Pavia" e poi della 23ª Divisione fanteria "Ferrara". Decorato con la croce di cavaliere dell'Ordine militare di Savoia, una medaglia d'argento, due di bronzo e una croce di guerra al valor militare.

## Biografia
Nacque a Spello, in provincia di Perugia, il 13 gennaio 1889, figlio di Andrea e Clementina Marcheti. Nel 1908 si arruolò nel Regio Esercito, entrando come allievo ufficiale nella Regia Accademia Militare di Modena, da cui uscì con il grado di sottotenente, assegnato all'arma di fanteria, il 17 settembre 1910.
Partecipò alla guerra italo-turca come tenente, venendo decorato con la Medaglia di bronzo al valor militare e successivamente alla prima guerra mondiale nei gradi di capitano e maggiore, in forza alla 48ª  Divisione mobilitata, venendo decorato di una seconda Medaglia di bronzo e di una Croce di guerra al valor militare.
Dopo un servizio come ufficiale di Stato maggiore, fu promosso colonnello il 1º gennaio 1936, assumendo il comando del 31º Reggimento fanteria "Siena", per poi tornare allo Stato maggiore, dove lo colse l'entrata in guerra del Regno d'Italia, avvenuta il 10 giugno 1940.
Il 1 gennaio 1941 fu promosso generale di brigata, divenendo vicecomandante della 36ª Divisione fanteria "Forlì" impiegata nella campagna contro la Grecia sino al maggio seguente.
Nel corso dello stesso anno, assegnato a disposizione del X  corpo al maggio, dal 17 settembre, divenne comandante della 17ª Divisione fanteria "Pavia" di stanza in Nord Africa, partecipando a tutti i principali cicli operativi contro le forze Alleati in Cirenaica e poi in Egitto nel periodo giugno 1941- 24 marzo 1942, quando fu posto a disposizione del comando del F.F.A.A. della Libia.
Per tali elevate circostanze fu decorato con la Croce di Cavaliere dell'Ordine militare di Savoia e con una Medaglia d'argento al valor militare, venendo rimpatriato il 5 novembre dello stesso anno ed assegnato successivamente al comando della 36ª Divisione fanteria "Forlì" di stanza ad Atene, venendo promosso generale di divisione il 16 febbraio 1943. Rimase in Grecia sino al 15 marzo successivo, per poi rientrare a Roma a disposizione del Ministero della guerra per incarichi speciali.
Nel mese di giugno fu mandato in Montenegro per assumere il comando della 23ª Divisione fanteria "Ferrara" alle dipendenze del XIV Corpo d'armata del generale Ercole Roncaglia. Dopo la proclamazione dell'armistizio dell'8 settembre fu catturato dai tedeschi il giorno dopo e, come prigioniero di guerra, fu tradotto in Polonia, campo di concentramento 64/Z di Shokken (Skoki). Rimase prigioniero sino al gennaio 1945, quando fu liberato dall'Armata Rossa per fare ritorno in Italia nel corso dello stesso anno.

### Fonti
1. 1 2 3  Gli ordini militari e civili di Savoia 1968, p. 31.
2. 1 2 3 4 5 6  Generals.
3. ↑  Pettibone 2010, p. 142.
4. ↑  Pettibone 2010, p. 111.